# Zębowo (Groot-Polen)
Zębowo is een plaats in het Poolse district  Nowotomyski, woiwodschap Groot-Polen. De plaats maakt deel uit van de gemeente Lwówek en telt 761 inwoners.